# النقابة الوطنية للصحافة المغربية
النقابة الوطنية للصحافة المغربية (SNPM) هي نقابة مغربية تأسست في 25 يناير 1963 بهدف تمثيل مصالح الصحافة المغربية.

## المؤسسون
- عبد الكريم غلاب
- عبد الرحمن اليوسفي[2]

## رؤساء متعاقبين للنقابة
| ت | الاسم               | تاريخ شغل المنصب | منصبه الحالي              | المرجع      |
| - | ------------------- | ---------------- | ------------------------- | ----------- |
|   | عبد الكريم غلاب     | 19811963         |                           | [ 3 ]       |
|   | محمد اليازغي        |                  |                           |             |
|   | محمد العربي المساري |                  |                           |             |
|   | يونس مجاهد          | 23 مارس 2008     |                           | [ 5 ]       |
|   | عبد الله البقالي    | 2014 - الان      | مدير جريدة العلم المغربية | [ 6 ] [ 7 ] |
|   | عبد الله البقالي    | 22 يونيو 2019    |                           | [ 8 ] [ 9 ] |

## أنشطة
2005
- النقابة الوطنية للصحافة المغربية تنظم ورشات تكوينية حول النهوض بالعمل النقابي.[10]
- النقابة الوطنية للصحافة المغربية تكرم في حفل فني بالرباط ثلة من قيدومي الصحافيين.[11]

2006
- محور لقاء بين النقابة الوطنية للصحافة المغربية و وزير العدل حول "محاكمات بعض الصحف وتعديل قانون الصحافة".[12]
- النقابة الوطنية للصحافة المغربية تنظم وقفة بالرباط تنديدا بالعدوان الاسرائيلي على لبنان.[13]
- النقابة الوطنية للصحافة المغربية تكرم عددا من رجالات الإعلام.[14]

2007
- توقيع اتفاقية بين النقابة الوطنية للصحافة المغربية وجمعية محاربة السيدا من أجل مواجهة داء فقدان المناعة المكتسب[15]
- النقابة الوطنية للصحافة المغربية تنظم وقفة تضامنية بالرباط مع الصحافة المصرية.[16]

2008
- النقابة الوطنية للصحافة المغربية تقدم تقريرها السنوي حول حرية الصحافة والإعلام في المغرب.[17]
- النقابة الوطنية للصحافة المغربية توقع اتفاقية شراكة مع جمعية الصحافة بقاديس بإسبانيا[18]
- النقابة الوطنية للصحافة المغربية تنظم حفلا بمسرح محمد الخامس بمناسبة اليوم الوطني للإعلام[19]

2010
- النقابة الوطنية للصحافة المغربية تقدم تقريرها السنوي حول حرية الصحافة.[20]

2012
- توقع اتفاقية للشراكة مع النقابة الوطنية للصحافة المغربية والفدرالية المغربية لناشري الصحف.[21]

2013
- النقابة الوطنية للصحافة المغربية والفيدرالية الدولية للصحافيين تنظمان الندوة الدولية المتوسطية  “إعلام يتغير في عالم يتحول”[22]

2014
- النقابة الوطنية للصحافة المغربية والفدرالية الدولية للصحفيين تنظمان لقاءا دوليا حول حماية الصحفيين ومكافحة الإفلات من العقاب.[23]
- افتتاح أشغال المؤتمر الوطني السابع للنقابة الوطنية للصحافة المغربية بطنجة.[24][25]
- النقابة الوطنية للصحافة المغربية تصدر تقريرها السنوي حول حرية الصحافة بالمغرب[26]

2015
- النقابة الوطنية للصحافة المغربية تصدر تقريرها السنوي حول حرية الصحافة والإعلام بالمغرب.[27]

2017
- النقابة الوطنية للصحافة المغربية: التقرير السنوي لحرية الصحافة 2 ماي 2016 – 2 ماي 2017[28]

2021
- تقرير النقابة الوطنية للصحافة المغربية حول “واقع حرية الصحافة بالمغرب” 2019 -2021[29][30]

2023
- الذكرى الستون على تأسيس النقابة الوطنية للصحافة المغربية.[31][32][33][34][35][36][37]